# José Alonso Valero
José Alonso Valero (Vendrell, Tarragona 12 de febrero de 1957) es un atleta ya retirado especialista en 400 metros lisos y 400 metros vallas; ha sido durante casi tres décadas plusmarquista nacional de esta última.

## Trayectoria
En 1974 fue convocado para la selección española júnior, junto con otros atletas que también destacarían luego en la categoría sénior, como Antonio Páez, Florencio Oliván y José Luis González. 
En 1975 consigue su primer éxito obteniendo la medalla de bronce en la prueba de 400 metros vallas en el campeonato de Europa júnior celebrado en Atenas. 
En su carrera deportiva fue olímpico en Los Ángeles 1984 y Seúl 1988. Finalista en el mundial de Roma de 1987, y finalista en los campeonatos de Europa de Praga 1978, Stuttgart 1986 y Split 1990. Además, fue medallista en los Europeos indoor de Atenas 1985 (bronce) y Madrid 1986 (plata) en la especialidad de 400 metros lisos.
Tras dejar el atletismo, se convirtió en representante de atletas como Marta Domínguez, Mayte Martínez, Natalia Rodríguez, José Ríos, Fabián Roncero o José Antonio Redolat.

## Palmarés

### Nacional
- 10 veces campeón de España de 400 metros vallas: 1977 (51.3), 1978 (50.71), 1980 (50.52), 1984 (50.72), 1985 (49.65), 1986 (49.98), 1987 (49.63), 1988 (50.25), 1989 (49.72), 1990 (49.93).[1]
- 4 veces campeón de España de 400 metros lisos indoor: 1985 (47.79), 1987 (47.02), 1988 (47.43), 1990 (47.80).

### Internacional

#### Pruebas individuales
- - Europeo Junior Atenas 1975 medalla de bronce en 400 metros vallas.
  - Copa de Europa Primera División Atenas 1981 primera posición en 400 metros vallas con una marca de 51.68.
  - Juegos Mediterráneos Casablanca 1983 medalla de oro en 400metros vallas con una marca de 50.96.
  - Copa de Europa Primera División Praga 1983 primera posición 400 metros vallas con una mcarca de 49.75.
  - Campeonato Iberoamericano Barcelona 1983 en medalla de oro 400 metros vallas con una marca de 50.08.
  - Europeo pista cubierta Atenas 1985 medalla de bronce 400 metros lisos con una marca de 46.52
  - Copa de Europa Primera División Budapest 1985 primera posición 400 metros vallas con una marca de 49.69.
  - Europeo pista cubierta Madrid 1986 medalla de plata en 400 metros lisos con una marca de 47.12.
  - Campeonato Iberoamericano La Habana 1986 medalla de oro en 400 metros vallas con una marca de 49.96.
  - Copa de Europa Superliga Praga 1987 tercer puesto en 400 metros vallas con una marca de 50.15
  - 1987 Juegos del Mediterráneo Latakia 1987 medalla de oro en 400 metros vallas con una marca de 49.93.
  - 1988 Campeonato Iberoamericano México medalla de oro en 400 metros vallas	con una marca de 49.3.

#### Pruebas de Relevos
- - Campeonato Iberoamericano Barcelona 1983 Relevos 4X400 metros, medalla de bronce junto con M. González, B. González y Ángel Heras con una marca de 3:08.17.
  - Juegos del Mediterráneo Casablanca 1983 Relevos 4X400 metros, medalla de bronce junto con Sánchez, B. González, Ángel Heras, con una marca de 3:06.54.
  - Campeonato Iberoamericano La Habana 1986 Relevos 4X400 metros medalla de oro junto con Prado, Cornet y Sánchez con una marca de 3:08.54.